# King of the Ring 1993
King of the Ring 1993 è stata la prima edizione dell'omonimo pay-per-view prodotto dalla World Wrestling Federation. L'evento si è svolto il 13 giugno 1993 al Nutter Center di Dayton (Ohio).
Il tema centrale di questo evento in pay-per-view fu il torneo stesso. I lottatori guadagnarono la partecipazione al torneo partecipando a dei match di qualificazione nei programmi televisivi WWF, mentre i quarti di finale, le semifinali e la finale furono trasmessi in pay-per-view. Bret Hart vinse il torneo sconfiggendo Razor Ramon, Mr. Perfect e Bam Bam Bigelow. Fu attaccato da Jerry Lawler nel corso della cerimonia di incoronazione, che portò ad una faida tra i due che durò più di due anni. Oltre al torneo, l'evento fu caratterizzato dalla contesa tra Yokozuna e Hulk Hogan per il WWF World Heavyweight Championship, detenuto da Hogan, dove vinse il primo. Inoltre ci fu il match tra Shawn Michaels (WWF Intercontinental Champion) e Crush, dove in palio c'era il titolo di Michaels. Il vincitore fu quest'ultimo, che mantenne il titolo.
Le recensioni per la manifestazione furono prevalentemente positive. Diversi utenti nominarono Bret Hart come il momento clou del PPV. Il match per il titolo intercontinentale ricevette delle recensioni positive, ma il finale della contesa per il titolo Mondiale dei Pesi Massimi WWF, che caratterizzò l'ultima apparizione in WWF di Hulk Hogan, fu criticato. L'evento vide la partecipazione di 6.500 fan, la presenza di fan più bassa di qualsiasi evento WWF targato King of the Ring. Il buyrate del PPV, tuttavia, fu il più alto di qualsiasi evento per decretare il Re del Ring fino al 1999. L'evento fu pubblicato su VHS nel Nord America e in VHS e in DVD nel Regno Unito.

## Storyline

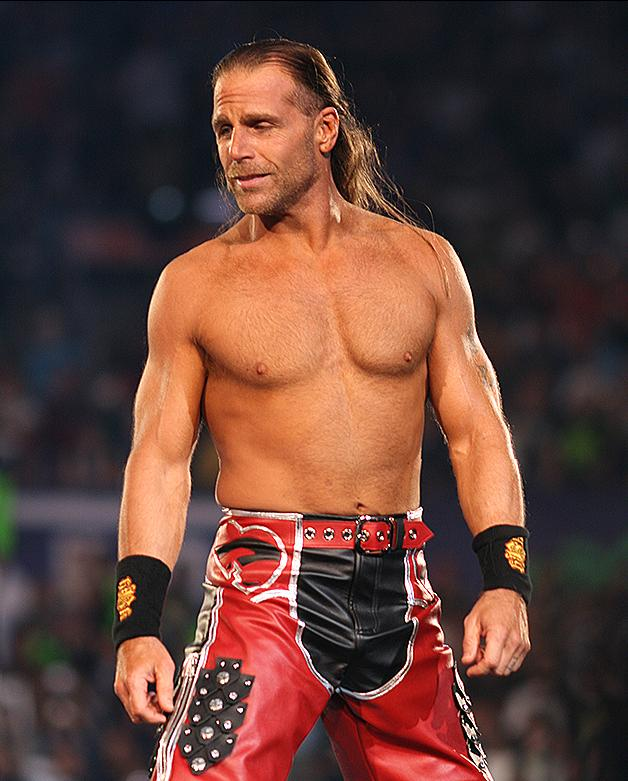
Shawn Michaels ebbe una faida con Crush per il WWF Intercontinental Championship.

La WWF aveva tenuto diversi tornei firmati "King of the Ring" negli anni precedenti, ma nessuno di quelli fu trasmesso in pay-per-view fino all'edizione 1993. L'evento del 1993 fu caratterizzato dai quarti di finale, semifinali e finale del torneo oltre ad altri quattro match estranei ad esso (incluso il dark match). In queste contese, i lottatori svolgevano un ruolo da heel o face, e avevano delle faide  esistenti già da tempo.
Bret Hart nel primo match del torneo ricevette un BYE, ovvero non dovette affrontare nessun lottatore per qualificarsi ai quarti di finale. Lex Luger fu il primo wrestler a qualificarsi per il turno successivo quando sconfisse Bob Backlund in un match televisivo nell'episodio del 2 maggio di Wrestling Challenge per count-out. Sei giorni dopo, Razor Ramon fu aggiunto al torneo dopo aver sconfitto Tito Santana a Superstars of Wrestling per schienamento il 9 maggio, "Hacksaw" Jim Duggan schienò Papa Shango a Wrestling Challenge diventando il quarto partecipante. La notte seguente, Bam Bam Bigelow si qualificò al torneo sconfiggendo Typhoon in una
puntata in diretta di Monday Night Raw per schienamento. Il 15 maggio nell'episodio di WWF Superstars, Tatanka affrontò Giant Gonzalez in un match di qualificazione. Gonzalez tentò di strangolare il proprio avversario e fu di conseguenza squalificato dall'arbitro Bill Alfonso, che Gonzalez attaccò dopo il match. Quindi, Tatanka avanzò al turno successivo del torneo. Mr. Perfect e Doink the Clown si affrontarono in tre match di qualificazione, prima che uno dei due lottatori vincesse la contesa per avanzare oltre. Si affrontarono per la prima volta il 1º maggio nell'episodio di WWF Superstars, ma il match finì in pareggio per scadenza del limite di tempo. Il loro match successivo ebbe luogo il 16 maggio in una puntata di Wrestling Challange e portò ad un altro pareggio, sempre per limite di tempo. Il 24 maggio nell'episodio di Monday Night Raw, ci fu una terza contesa, questa volta senza limiti di tempo, dove Mr. Perfect schienò Doink.
A WrestleMania IX, Bret Hart cedette il WWF Championship a Yokozuna. Al termine del match, Mr. Fuji, il manager di Yokozuna, gettò del sale negli occhi di Hart, consentendo a Yokozuna di schienarlo per vincere il match. Dopo il match, Hulk Hogan salì sul quadrato per controllare le condizioni di Hart. Hogan dichiarò nel corso di una precedente intervista nel PPV che voleva affrontare il vincitore del match, e allora Fuji sfidò Hogan ad affrontare immediatamente Yokozuna in una contesa improvvisata. Hogan accettò la sfida, e cominciò quindi il match. Yokozuna si scagliò subito su Hogan attaccandolo con un pugno e un calcio, poi lo tenne fermo da dietro, in modo che Fuji potesse accecare l'"Hulkster" con del sale, solo che egli si abbassò, e quindi il sale finì negli occhi del giapponese. Hogan mise KO il manager di Yokozuna, si lanciò verso le corde e attaccò l'avversario con una clothesline, seguita da un leg drop, la sua mossa finale. A quel punto ci fu lo schienamento, che portò la vittoria di Hogan, per la quinta volta, del titolo mondiale. Questo match durò solo 22 secondi, ed è di fatto uno dei match più corti della storia. Bret Hart affermò in seguito che durante una conversazione con Vince McMahon, gli fu detto che Hulk Hogan si era rifiutato di cedere il WWF Championship a lui. Tuttavia, Hogan dichiarò che, durante una conversazione con McMahon, fu raggiunto un accordo: Hogan avrebbe ceduto il titolo al cattivo (heel) più forte di quel momento: Yokozuna, durante King of The Ring. Tutti e tre gli uomini parteciparono poi a una riunione, dove McMahon illustrò loro il piano per far perdere a Hogan la cintura, affermando nuovamente che Hogan non avrebbe ceduto il titolo al canadese Hart. Hulk però non voleva neanche essere schienato in modo pulito da Yokozuna, così disse che avrebbe perso il titolo a causa di interferenze esterne. A seguito della "delusione" di Hart per non aver vinto il titolo da Hogan, Jack Tunney, che nella storyline era il Presidente WWF, gli concesse di entrare automaticamente nel torneo King of the ring, senza doversi qualificare.
Crush affrontò il campione intercontinentale WWF Shawn Michaels più volte nei primi mesi del 1993, ma non fu mai in grado di vincere il titolo. Gli uomini si affrontarono anche in un match di qualificazione per il King of the Ring il 23 maggio nell'episodio di WWF Superstars of Wrestling. La contesa si concluse con un doppio countout, e quindi entrambi i lottatori furono eliminati dal torneo. Fu successivamente annunciato che si sarebbero affrontati nell'edizione 1993 di King of the Ring, dove in palio ci sarebbe stato il titolo di Michaels.
L'evento inoltre fu caratterizzato da un 8-man tag team match. I favoriti del pubblico, gli Steiner Brothers (Rick e Scott Steiner) insieme ai The Smoking Gunns (Billy e Bart Gunn) affrontarono i tag team heel (cattivi), ovvero i Money Inc. (Ted DiBiase e Irwin R. Schyster) e gli Headshrinkers (Samu e Fatu). Gli Steiner e gli Headshrinkers si erano già affrontati a WrestleMania IX in un match vinto dagli Steiner per schienamento. Gli Steiner iniziarono poi un feud con i Money Inc., i WWF Tag Team Champion. I Gunns fecero il loro debutto in WWF nella primavera del 1993 e affrontarono gli Headshrinkers in una serie di match.

## Evento
| Ruolo:         | Nome:         |
| -------------- | ------------- |
| Commentatori   | Bobby Heenan  |
| Commentatori   | Jim Ross      |
| Commentatori   | Randy Savage  |
| Arbitri        | Mike Chioda   |
| Arbitri        | Earl Hebner   |
| Arbitri        | Joey Marella  |
| Intervistatori | Gene Okerlund |
| Intervistatori | Terry Taylor  |
| Ring announcer | Howard Finkel |
| Altri          | Rene Goulet   |

Prima che la trasmissione andasse in onda in diretta in PPV, ci fu un dark match tra Owen Hart e Papa Shango. Papa Shango schienò Hart mantenendo l'USWA Heavyweight Championship, che cominciò a essere difeso anche in WWF come parte di un programma di scambio di talenti tra la WWF e la United States Wrestling Association (USWA).

### Quarti di finale del torneo
Nel primo turno dei quarti di finale del torneo King of the Ring si affrontarono Bret Hart e Razor Ramon. Il primo a entrare sul quadrato fu Ramon, seguito da Bret. Primi clinch, Hart comincia a colpire il nemico con diversi pugni, poi lo rinchiude in una Hammerlock. Razor si libera velocemente, lancia Hart alle corde e lo colpisce con una clothesline. Poi però sbaglia una gomitata, e nei minuti successivi Hart rinchiude in continuazione l'avversario nella Hammerlock, quando puntualmente egli riusciva a liberarsi. Ramon effettuò una fallaway slam e una running powerslam, ma non fu in grado di schienare per il tre decisivo Hart. Quest'ultimo successivamente eseguì alcune delle sue mosse caratteristiche, tra cui una Russian legsweep e una elbow drop dalla seconda corda. Ramon riprese il controllo della contesa e tentò di eseguire un suplex dalla terza corda (superplex). Solo che, Bret, invece di cadere a terra, cadde sul corpo di Ramon, e quindi lo schienò, vincendo il match.
Nel secondo turno si affrontarono Mr. Perfect e Mr. Hughes (con Harvey Whippleman). Il primo ad entrare sul ring fu Hughes, seguito da Perfect. Primi clinch, poi Hughes usò la sua forza fisica, notevolmente maggiore di quella dell'avversario, per controllare la contesa, lanciandolo più volte all'angolo. Dopo che il wrestler di colore sbagliò un leg drop, Perfect colse l'occasione per effettuare un neckbreaker sull'avversario. Hughes raccolse allora l'urna che aveva rubato da The Undertaker e colpì Perfect con essa. Di conseguenza Hughes fu squalificato, e Mr. Perfect avanzò al turno successivo del torneo.

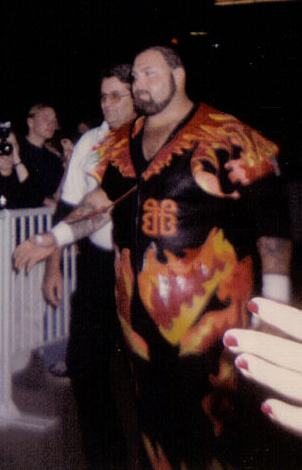
Bam Bam Bigelow non dovette qualificarsi alla finale del torneo.

Nel match successivo, "Hacksaw" Jim Duggan affrontò Bam Bam Bigelow. Nessuno dei due wrestler fu in grado di ottenere un vantaggio effettivo fino a quando Duggan fu gettato all'angolo. Nella storyline quest'ultimo si infortunò a causa di quest'attacco, il che permise a Bigelow di rinchiuderlo in una bear hug. Duggan per liberarsi dalla presa morse l'avversario, eseguì una powerslam e provò ad eseguire una delle sue mosse caratteristiche, la charging clothesline. Bigelow però si scansò ed eseguì una diving headbutt sull'avversario che lo portò alla vittoria finale, facendolo avanzare in semifinale.
Il primo a entrare nell'ultimo match dei quarti di finale del torneo fu Lex Luger, seguito da Tatanka. Quest'ultimo guadagnò il vantaggio iniziale su Luger. Effettuò un crossbody mettendo Luger al tappeto. Egli colpì con una gomitata Tatanka liberandosi da una presa, e allora eseguì un chinlock sull'indiano. Tentò di eseguire la stessa mossa dalla terza corda, ma Luger lo fermò. Poi colpì con una clothesline Tatanka, ma non fu in grado di schienarlo per il tre finale. Allora l'incontro terminò per limite di tempo, ed entrambi i lottatori furono eliminati dal torneo. Di conseguenza, Bigelow ricevette il via libera diretto alla semifinale del King of the Ring.

### Semifinale del torneo
Visto che Bam Bam fu mandato automaticamente in finale, l'unico match delle semifinali coinvolse Bret Hart e Mr. Perfect. Il primo a entrare sul quadrato fu Hart, seguito da Perfect. Prime fasi di clinch, Perfect lancia l'avversario verso le corde, e riesce quindi a guadagnare il vantaggio iniziale su Bret. Quest'ultimo riuscì a riprendersi mediante l'esecuzione di una serie di headlock sull'avversario. Perfect quindi effettuò un dropkick su Hart, mandandolo contro le barricate che separano il bordo ring e il pubblico presente nell'arena. "The Perfect One" eseguì allora un altro dropkick, ma Hart si riprese e riuscì ad attaccare l'avversario con un superplex. Il canadese intrappola Perfect in un figure four leglock e tentò di eseguire la sua mossa finale più celebre: la Sharpshooter. L'avversario riuscì però a bloccare in movimento e tentò di eseguire il Perfect Plex, la sua mossa finale, sul nemico. Hart però a sua volta invertì la mossa, ed entrambi gli uomini sono caddero fuori dal quadrato. Quando tornarono sul ring, Perfect cercò di schienare Hart con uno small package (un tipo di schienamento). Hart però rovesciò la presa e vinse il match per schienamento, aggiudicandosi il posto in finale. 

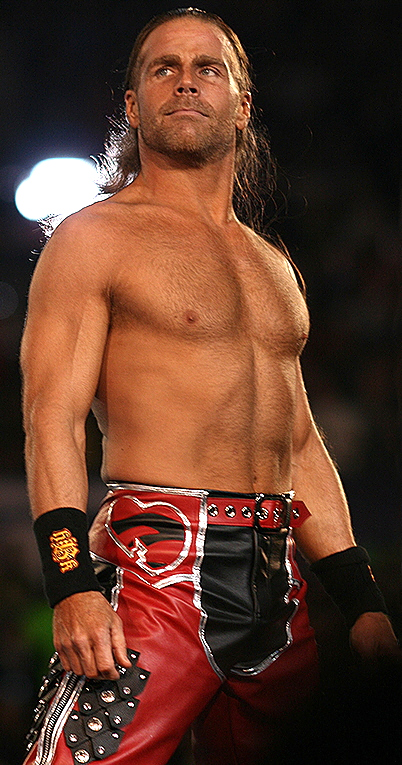
Shawn Michaels affrontò Crush per il Titolo Intercontinentale

### Altri match
La contesa valevole per il WWF Championship svoltasi poco dopo coinvolse l'allora campione in carica, Hulk Hogan e lo sfidante, Yokozuna. Il primo ad entrare sul quadrato fu il giapponese, accompagnato da Mr. Fuji, seguito da Hogan, accompagnato a sua volta da Jimmy Hart. Dopo le varie fasi di clinch, Yokozuna riuscì ad avere la meglio sull'avversario colpendolo con pugni, chop e testate. Il giapponese lanciò poi l'avversario all'angolo, e provò ad eseguire una avalanche splash, non andata però a segno. Allora Hogan conquista il vantaggio, colpisce con una miriade di pugni l'avversario, lo lancia all'angolo e lo colpisce con una Clothesline. Prova poi a sollevare il giapponese per eseguire un Body slam, ma non ci riesce, visto l'elevato peso del nemico. La situazione diventa abbastanza statica, fino a quando Yokozuna riuscì ad eseguire un bear hug su Hogan e cercò di schienarlo dopo l'esecuzione di un belly to belly suplex. Lo schienamento non va però oltre il tre, e Hogan, incoraggiato fortemente dal pubblico, colpisce l'avversario con tre big boot prima che egli cadesse al suolo. Allora, con l'avversario strapazzato a terra, Hulk esegue la sua mossa finale, il leg drop, ma lo schienamento si ferma a due. "The Hulkster" attaccò poi Fuji, manager di Yokozuna. A quel punto salì a bordo ring Harvey Wippleman, altro manager del giapponese, che travestito da fotografo, cominciò a scattare diverse fotografie a Hogan. Infastidito, quest'ultimo si avvicinò a Harvey, e a quel punto la macchina scoppiò in pieno volto a Hogan. Questo permise a Yokozuna di attaccare l'avversario con un leg drop, e lo schienò. Il giapponese vinse quindi il match e il titolo mondiale WWF. Dopo il match, Yokozuna colpì Hogan con una Banzai drop.
La contesa successiva fu un Eight-man tag team match. I primi ad entrare sul quadrato furono i The Smoking Gunns (Billy Gunn e Bart Gunn) e i The Steiner Brothers (Rick Steiner e Scott Steiner), seguiti dai The Headshrinkers (Samu e Fatu) e i Money Inc. (Ted DiBiase e Irwin R. Schyster). Il match iniziò con gli Steiner che a turno attaccavano DiBiase. Fatu e Bart Gunn entrarono nel match, e Fatu e suoi compagni di squadra isolarono Gunn in modo che non potesse dare il cambio ai suoi tag team partner. Billy Gunn attaccò DiBiase e controllò la contesa fino a quando DiBiase eseguito il Million Dollar Dream su Billy. DiBiase allora cominciò a vantarsi per l'esecuzione della manovra appena eseguita. Ciò permise a Billy Gunn di schienare DiBiase con uno small package (un particolare tipo di schienamento). Il conto dell'arbitro arrivò al tre finale, quindi i Gunns e i fratelli Steiner vinsero il match. Dopodiché, le squadre continuarono a lottare fino a quando i due tag team vincitori riuscirono a cacciare i nemici fuori dal ring.
Nel match successivo Shawn Michaels, l'allora detentore del WWF Intercontinental Championship affrontò Crush. Il primo a entrare sul ring fu Crush, seguito da Michaels, accompagnato dalla sua guardia del corpo, Diesel. Dopo le prime fasi di clinch, Crush lancia Michaels fuori dal ring con una gomitata. Quest'ultimo torna sul ring, rinchiude l'avversario in una Standing Armbar, ma Crush si libera e colpisce il nemico con due Dropkick, e Shawn si ritrova fuori dal ring. Una volta sul quadrato Michaels viene colpito da Crush con vari sgambetti, poi viene sollevato dall'avversario, che si "allena" letteralmente con il suo corpo, sollevandolo più e più volte, prima di buttarlo a terra, eseguendo quindi una Military press slam. Le tecniche offensive continuano, e allora Diesel tira fuori dal ring Michaels, proteggendolo da ulteriori attacchi. Allora Crush esce fuori dal ring, Michaels ci rientra, e mentre Crush e Diesel stavano per darsele, Shawn si buttò sull'avversario dal bordo ring. Mentre l'arbitro era distratto, Diesel afferrò la testa di Crush e la sbattette contro il palo di sostegno del ring. Micheals esce dal quadrato, sbatte più volte la testa del nemico contro il paletto, poi lo riporta nel ring. Poi sale sulla terza corda e colpisce con una gomitata la spalla di Crush. Michaels ha il controllo del match per qualche minuto fino a quando Crush reagisce sollevano l'avversario sopra la testa e lanciando l'avversario fuori dal ring, mostrando un'immensa forza fisica. Il match allora sembra dalla parte di Crush, che colpisce l'avversario con diverse tecniche, tra cui un Irish Whip, un Big Boot e un Leg Drop, e lanciando nuovamente Michaels fuori dal quadrato con una Clothesline. A quel punto si presentano però sullo stage due Doink the Clown che distraggono Michaels. A quel punto Shawn alle spalle colpisce il nemico con una Sweet Chin Music inversa, facendo quindi sbattere il volto dell'avversario contro il turnbuckle. HBK allora schiena Crush vincendo il match e mantenendo quindi il titolo intercontinentale.

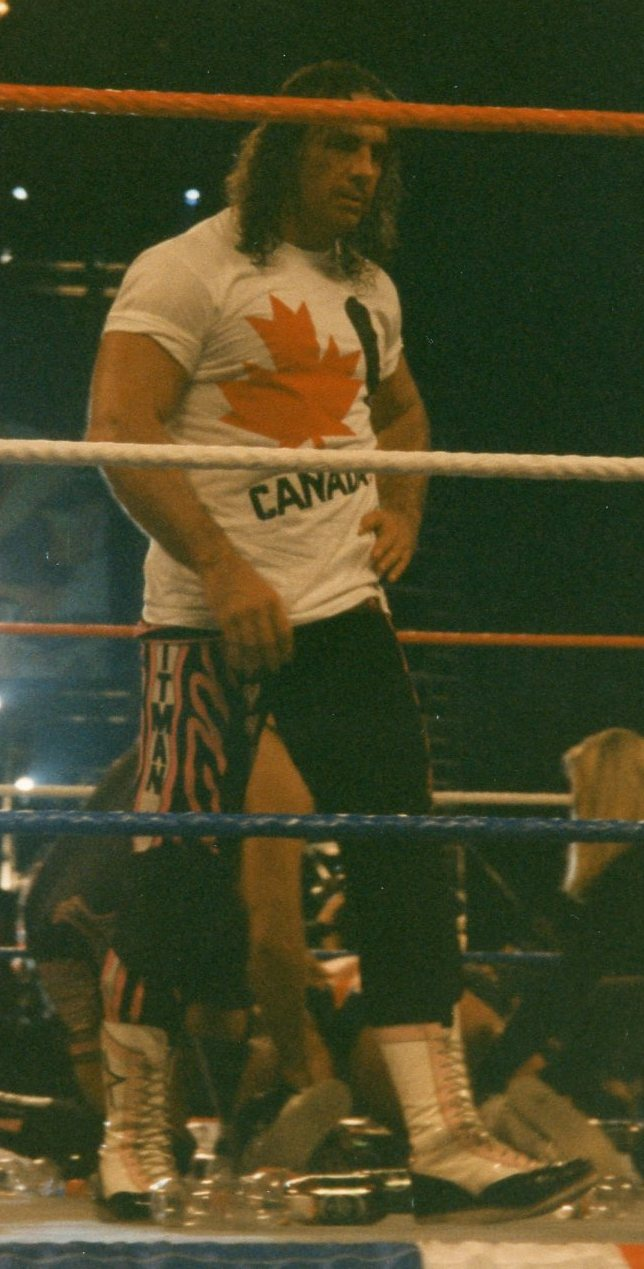
Bret Hart vinse l'edizione 1993 del King of the Ring.

### Finale del torneo
La finale del King of the Ring Tournament vide affrontarsi Bret Hart e Bam Bam Bigelow, mentre l'arbitro per il match fu Joey Marella. Il primo ad entrare sul quadrato fu Bigelow, seguito dal canadese Hart. Bam si lanciò subito sull'avversario, che però si spostò, facendolo sbattere contro il paletto di sostegno del ring. Poi Bret comincia a colpire Bigelow con diversi pugni, ma c'è anche la reazione del nemico. Bigelow provò ad eseguire una Gorilla Press Slam, ma inciampa, e Hart li cade di conseguenza sopra. Il canadese intrappola l'avversario in una Hammerlock; Bigelow si libera e dopo aver lanciato Hart contro le corde, lo colpisce con una spallata. Bam Bam allora solleva il canadese e lo butta fuori dal ring. Bigelow riporta il nemico sul quadrato e da quel momento è in un vantaggio importante sull'avversario, fino a quando Hart, una volta che lo scontro si rispostò fuori dal ring, riuscì a colpire l'avversario con dei pugni e a lanciarlo contro le barricate che separano il bordo ring dal pubblico, seguito da una gomitata dal ring. Hart risalì a bordo ring e provò a colpire il nemico con una seconda gomitata, ma quest'ultimo lo afferrò in una bear hug e lo sbattette contro il palo di sostegno del ring. Poi Bigelow afferra il canadese e lo butta a terra con un Body slam. Bam Bam torna sul ring, e mentre distrae l'arbitro, arriva Luna Vachon, la valletta di Bigelow, che colpisce Hart alla schiena con una sedia. Allora Bigelow riporta Bret sul quadrato, lo colpisce con un altro Body slam, seguito da una Diving headbutt per lo schienamento vincente. Arriva subito dopo però Earl Hebner, un altro arbitro, che riferisce a Marella quanto successo, che decide quindi di far continuare la contesa. Allora Bigelow si scaraventò immediatamente su Hart e cominciò a colpirlo alla schiena. Mentre Bigelow era fuori dal quadrato, Hart eseguì un flying crossbody saltando sopra la terza corda e atterrando sul nemico. Dopo aver portato Bigelow sul ring, Hart lo attaccò con una Clothesline dalla terza corda, seguita da una Elbow drop. Poi Hart attacca il nemico con un Diving Bulldog. "The Hitman" provò a rinchiudere Bigelow nella sua mossa finale (Finishing move) prediletta, la Sharpshooter, ma non ci riuscì; Bigelow sembra essere in vantaggio, ma ecco che Hart sale sul paletto e rinchiude l'avversario in una victory roll (particolare tipo di schienamento). Hart vince il match, e quindi anche il torneo King of the Ring.
Poi ci fu una cerimonia di incoronazione, dove Hart fu proclamato King of the Ring. Jerry Lawler però interruppe la cerimonia, e affermò di essere l'unico re della WWF. Gli fu dato il soprannome di "The King" quando sconfisse Jackie Fargo vincendo il AWA Southern Heavyweight Championship nel 1974. Lawler attaccò Hart e lo colpì con lo scettro e il trono che erano utilizzati per la cerimonia.

## Conseguenze
Per il resto della stagione estiva, Hulk Hogan continuò il suo feud con Yokozuna nei diversi house show e programmi televisivi organizzati dalla WWF. Poi lasciò la federazione e si concentrò sulla sua carriera di attore. Recitò in Thunder in Paradise, una serie televisiva statunitense del 1994 che vede tra i protagonisti Hogan, Chris Lemmon e Carol Alt. Durante le riprese del programma, gli fu offerto un contratto con la World Championship Wrestling (WCW), principale concorrente della WWF. Debuttò nella WCW nell'estate 1994 e fece il suo primo match a Bash at the Beach 1994 dove sconfisse Ric Flair vincendo il WCW World Heavyweight Championship. Continuò a lottare in WCW fino all'estate del 2000 e non fece ritorno in WWF fino all'inizio del 2002.

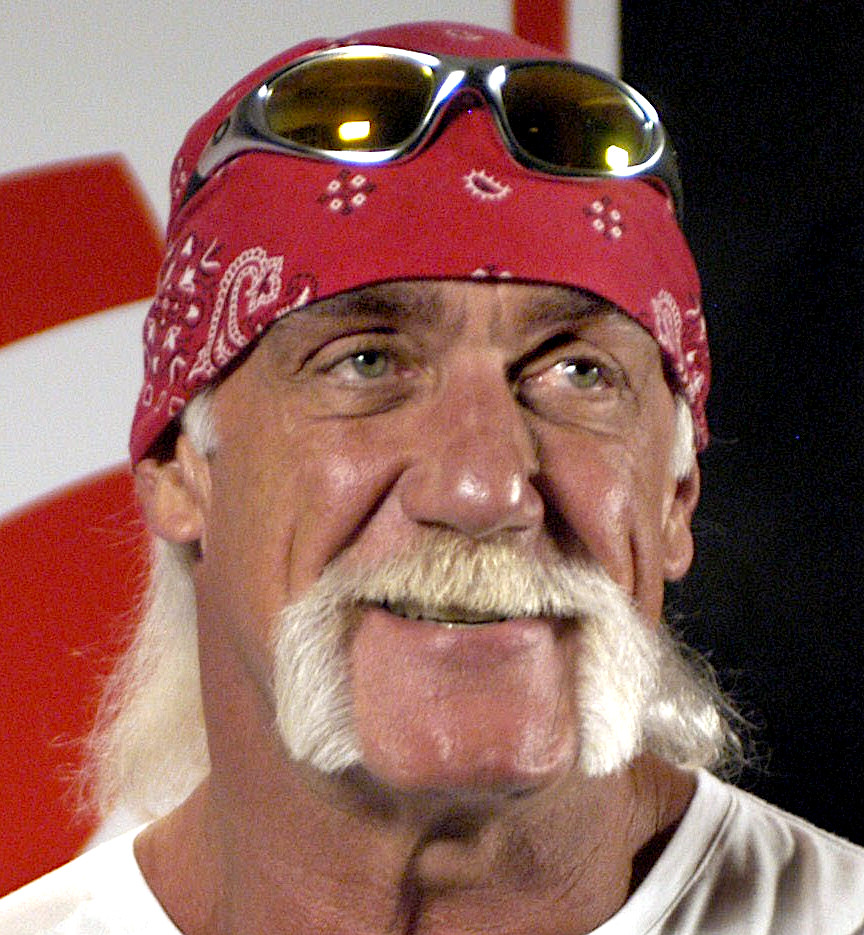
Hulk Hogan lasciò la WWF poco tempo dopo l'evento.

Yokozuna difese il titolo WWF per oltre nove mesi prima di perderlo contro Bret Hart. A Shawn Michaels fu tolta la cintura Intercontinentale nel settembre 1993, e quindi ci fu una battle royal per l'assegnazione del titolo che vide come vincitore Razor Ramon. Gli Steiner Brothers continuarono il loro feud con i Money Inc. prima di essere sconfitti da quest'ultimi. Tre giorni dopo, gli Steiner riguadagnarono le cinture, che difesero fino alla fine della rivalità.
Jerry Lawler ebbe un feud con Bret Hart per più di due anni dopo King of the Ring. Si affrontarono a SummerSlam 1993 per determinare il vero re della WWF. Lawler vinse il match e il titolo dopo che Hart fu squalificato. Si sarebbero dovuti affrontare a Survivor Series 1993 in un elimination match, ma Lawler non fu in grado di partecipare all'evento perché fu accusato di sodomia e stupro nella vita reale. L'accusa in seguito ammise di aver falsificato le accuse. Hart ebbe poi una rivalità con il fratello Owen nel 1994, in modo da terminare il feud con Lawler. Quest'ultimo accusò Bret Hart di essere un razzista nel 1995 con lo scopo di creare dei problemi tra Hart e il wrestler giapponese Hakushi. Questo riaccese il feud tra Hart e Lawler, che si affrontarono a In Your House 1. Hakushi interferì nel match, che permise a Lawler di schienare Hart. Questo portò a un "Kiss my Foot" match tra Hart e Lawler a King of the Ring 1995. Secondo la stipulazione, lo sconfitto avrebbe dovuto baciare i piedi del vincitore. Lawler perse la contesa.

### Accoglienza
Le recensioni per l'evento furono prevalentemente positive. Il corrispondente per Online Onslaught, l'editorialista Adam Gutschmidt, dichiarò che l'evento era stato il miglior King of the Ring al quale aveva mai assistito. Definì tutti e tre i match di Bret Hart "eccezionali", ma non fu così impressionato per quanto riguarda le altre contese nella card. Affermò che l'eight-man tag team match non aveva nessuno scopo preciso, che il match tra Luger e Tatanka fu mal pianificato ed eseguito, e che il match per il titolo WWF fu il peggiore della serata. Sempre per Online Onslaught, Rick Scaia scrisse positivamente dei match di Bret Hart. Affermò che il match tra Tatanka e Luger fu una "buona decisione di prenotazione" e che i lottatori lottarono bene. Egli apprezzò anche i finali per il titolo Mondiale e quello Intercontinentale. Anche le recensioni da The Other Arena elogiarono i match con Hart protagonista, così come il match valevole per il titolo Intercontinentale. Le altre contese non furono valutate positivamente, soprattutto quella per il WWF Championship.
La partecipazione all'evento fu di 6.500 fan, che pagarono un totale di $ 80.000 per l'ingresso. Questo fu il dato di presenza più basso per un evento targato King of the Ring. La partecipazione all'edizione dell'anno successivo fu quasi due volte maggiore, visto che circa 12.000 assistettero a King of the Ring 1994. Il buyrate del PPV fu di 1.1, il più alto per un evento King of the Ring fino al 1999.
L'evento fu pubblicato in VHS nel Nord America dalla Coliseum Video l'11 agosto 1993. Fu anche pubblicato in VHS in formato PAL nel Regno Unito. Fu confezionato accoppiato a King of the Ring 1994, e pubblicato in DVD nel Regno Unito come parte della linea WWE Tagged Classics il 5 luglio 2004.

## Risultati
| # | Risultati                                                                                                   | Stipulazioni                                          | Durata |
| - | --- | ----------------------------------------------------- | ------ |
| 1 | Bret Hart ha sconfitto Razor Ramon                                                                          | Single match; Quarto di finale del King of the Ring   | 10:25  |
| 2 | Mr. Perfect ha sconfitto Mr. Hughes (con Harvey Wippleman)                                                  | Single match; Quarto di finale del King of the Ring   | 06:02  |
| 3 | Bam Bam Bigelow ha sconfitto Jim Duggan                                                                     | Single match; Quarto di finale del King of the Ring   | 04:59  |
| 4 | Tatanka vs. Lex Luger termina in un pareggio per limite tempo                                               | Single match; Quarto di finale del King of the Ring   | 15:00  |
| 5 | Bret Hart ha sconfitto Mr. Perfect                                                                          | Single match; Semifinale del King of the Ring         | 18:56  |
| 6 | Yokozuna (con Mr. Fuji) ha sconfitto Hulk Hogan (c) (con Jimmy Hart)                                        | Single match per il WWF Championship                  | 13:09  |
| 7 | Bart Gunn, Billy Gunn, Rick Steiner e Scott Steiner hanno sconfitto Fatu, Irwin Schyster, Samu, Ted DiBiase | 8-Men Tag Team match                                  | 06:49  |
| 8 | Shawn Michaels (c) (con Diesel) ha sconfitto Crush                                                          | Single match per il WWF Intercontinental Championship | 11:14  |
| 9 | Bret Hart ha sconfitto Bam Bam Bigelow                                                                      | Single match; Finale del King of the Ring             | 18:11  |

### Struttura del torneo
|  | Ottavi di finale 3 maggio-7 giugno (Raw) | Ottavi di finale 3 maggio-7 giugno (Raw) | Ottavi di finale 3 maggio-7 giugno (Raw) |                 |             | Quarti di finale 13 giugno (King of the Ring) | Quarti di finale 13 giugno (King of the Ring) | Quarti di finale 13 giugno (King of the Ring) |  |  | Semifinali 13 giugno (King of the Ring) | Semifinali 13 giugno (King of the Ring) | Semifinali 13 giugno (King of the Ring) |  |  | Finale 13 giugno (King of the Ring) | Finale 13 giugno (King of the Ring) | Finale 13 giugno (King of the Ring) |  |
|  |                                          |                                          |                                          |                 |             |                                               |                                               |                                               |  |  |                                         |                                         |                                         |  |  |                                     |                                     |                                     |  |
|  | Bret Hart                                |                                          |                                          |                 |             |                                               |                                               |                                               |  |  |                                         |                                         |                                         |  |  |                                     |                                     |                                     |  |
|  |                                          |                                          |                                          |                 |             |                                               |                                               |                                               |  |  |                                         |                                         |                                         |  |  |                                     |                                     |                                     |  |
|  | BYE                                      |                                          |                                          |                 |             |                                               |                                               |                                               |  |  |                                         |                                         |                                         |  |  |                                     |                                     |                                     |  |
|  |                                          | Bret Hart                                | Bret Hart                                | Schienamento    |             |                                               |                                               |                                               |  |  |                                         |                                         |                                         |  |  |                                     |                                     |                                     |  |
|  |                                          |                                          |                                          | Schienamento    |             |                                               |                                               |                                               |  |  |                                         |                                         |                                         |  |  |                                     |                                     |                                     |  |
|  |                                          |                                          | Razor Ramon                              | Razor Ramon     | 10:28       |                                               |                                               |                                               |  |  |                                         |                                         |                                         |  |  |                                     |                                     |                                     |  |
|  | Razor Ramon                              | Razor Ramon                              | Razor Ramon                              | Razor Ramon     | 10:28       | Schienamento                                  |                                               |                                               |  |  |                                         |                                         |                                         |  |  |                                     |                                     |                                     |  |
|  | Razor Ramon                              | Razor Ramon                              |                                          |                 |             |                                               |                                               |                                               |  |  |                                         |                                         |                                         |  |  |                                     |                                     |                                     |  |
|  | Tito Santana                             | Tito Santana                             | 3:21                                     |                 |             |                                               |                                               |                                               |  |  |                                         |                                         |                                         |  |  |                                     |                                     |                                     |  |
|  | Tito Santana                             | Tito Santana                             | 3:21                                     |                 | Bret Hart   | Bret Hart                                     | Schienamento                                  |                                               |  |  |                                         |                                         |                                         |  |  |                                     |                                     |                                     |  |
|  |                                          |                                          |                                          |                 |             |                                               |                                               |                                               |  |  |                                         |                                         |                                         |  |  |                                     |                                     |                                     |  |
|  |                                          |                                          | Mr. Perfect                              | Mr. Perfect     | 18:57       |                                               |                                               |                                               |  |  |                                         |                                         |                                         |  |  |                                     |                                     |                                     |  |
|  | Mr. Perfect                              | Mr. Perfect                              | Mr. Perfect                              | Mr. Perfect     | 18:57       | Schienamento                                  |                                               |                                               |  |  |                                         |                                         |                                         |  |  |                                     |                                     |                                     |  |
|  | Mr. Perfect                              | Mr. Perfect                              |                                          |                 |             |                                               |                                               |                                               |  |  |                                         |                                         |                                         |  |  |                                     |                                     |                                     |  |
|  | Doink the Clown                          | Doink the Clown                          | 11:30                                    |                 |             |                                               |                                               |                                               |  |  |                                         |                                         |                                         |  |  |                                     |                                     |                                     |  |
|  | Doink the Clown                          | Doink the Clown                          | 11:30                                    |                 | Mr. Perfect | Mr. Perfect                                   | Squalifica                                    |                                               |  |  |                                         |                                         |                                         |  |  |                                     |                                     |                                     |  |
|  |                                          |                                          |                                          |                 | Mr. Perfect | Mr. Perfect                                   | Squalifica                                    |                                               |  |  |                                         |                                         |                                         |  |  |                                     |                                     |                                     |  |
|  |                                          |                                          | Mr. Hughes                               | Mr. Hughes      | 6:02        |                                               |                                               |                                               |  |  |                                         |                                         |                                         |  |  |                                     |                                     |                                     |  |
|  | Kamala                                   | Kamala                                   | Mr. Hughes                               | Mr. Hughes      | 6:02        | Count-out                                     |                                               |                                               |  |  |                                         |                                         |                                         |  |  |                                     |                                     |                                     |  |
|  | Kamala                                   | Kamala                                   |                                          |                 |             |                                               |                                               |                                               |  |  |                                         |                                         |                                         |  |  |                                     |                                     |                                     |  |
|  | Mr. Hughes                               | Mr. Hughes                               | 2:45                                     |                 |             |                                               |                                               |                                               |  |  |                                         |                                         |                                         |  |  |                                     |                                     |                                     |  |
|  | Mr. Hughes                               | Mr. Hughes                               | 2:45                                     |                 | Bret Hart   | Bret Hart                                     | Schienamento                                  |                                               |  |  |                                         |                                         |                                         |  |  |                                     |                                     |                                     |  |
|  |                                          |                                          |                                          |                 |             |                                               |                                               |                                               |  |  |                                         |                                         |                                         |  |  |                                     |                                     |                                     |  |
|  |                                          |                                          | Bam Bam Bigelow                          | Bam Bam Bigelow | 18:20       |                                               |                                               |                                               |  |  |                                         |                                         |                                         |  |  |                                     |                                     |                                     |  |
|  | Jim Duggan                               | Jim Duggan                               | Bam Bam Bigelow                          | Bam Bam Bigelow | 18:20       | Schienamento                                  |                                               |                                               |  |  |                                         |                                         |                                         |  |  |                                     |                                     |                                     |  |
|  | Jim Duggan                               | Jim Duggan                               |                                          |                 |             |                                               |                                               |                                               |  |  |                                         |                                         |                                         |  |  |                                     |                                     |                                     |  |
|  | Papa Shango                              |                                          |                                          |                 |             |                                               |                                               |                                               |  |  |                                         |                                         |                                         |  |  |                                     |                                     |                                     |  |
|  |                                          | Jim Duggan                               | Jim Duggan                               | Schienamento    |             |                                               |                                               |                                               |  |  |                                         |                                         |                                         |  |  |                                     |                                     |                                     |  |
|  |                                          |                                          |                                          | Schienamento    |             |                                               |                                               |                                               |  |  |                                         |                                         |                                         |  |  |                                     |                                     |                                     |  |
|  |                                          |                                          | Bam Bam Bigelow                          | Bam Bam Bigelow | 5:00        |                                               |                                               |                                               |  |  |                                         |                                         |                                         |  |  |                                     |                                     |                                     |  |
|  | Bam Bam Bigelow                          | Bam Bam Bigelow                          | Bam Bam Bigelow                          | Bam Bam Bigelow | 5:00        | Schienamento                                  |                                               |                                               |  |  |                                         |                                         |                                         |  |  |                                     |                                     |                                     |  |
|  | Bam Bam Bigelow                          | Bam Bam Bigelow                          |                                          |                 |             |                                               |                                               |                                               |  |  |                                         |                                         |                                         |  |  |                                     |                                     |                                     |  |
|  | Typhoon                                  | Typhoon                                  | 5:08                                     |                 |             |                                               |                                               |                                               |  |  |                                         |                                         |                                         |  |  |                                     |                                     |                                     |  |
|  | Typhoon                                  | Typhoon                                  | 5:08                                     | Bam Bam Bigelow |             |                                               |                                               |                                               |  |  |                                         |                                         |                                         |  |  |                                     |                                     |                                     |  |
|  |                                          |                                          |                                          |                 |             |                                               |                                               |                                               |  |  |                                         |                                         |                                         |  |  |                                     |                                     |                                     |  |
|  |                                          |                                          | BYE                                      |                 |             |                                               |                                               |                                               |  |  |                                         |                                         |                                         |  |  |                                     |                                     |                                     |  |
|  | Bob Backlund                             | Bob Backlund                             | Count-out                                |                 |             |                                               |                                               |                                               |  |  |                                         |                                         |                                         |  |  |                                     |                                     |                                     |  |
|  | Bob Backlund                             | Bob Backlund                             | Count-out                                |                 |             |                                               |                                               |                                               |  |  |                                         |                                         |                                         |  |  |                                     |                                     |                                     |  |
|  | Lex Luger                                | Lex Luger                                | 4:53                                     |                 |             |                                               |                                               |                                               |  |  |                                         |                                         |                                         |  |  |                                     |                                     |                                     |  |
|  | Lex Luger                                | Lex Luger                                | 4:53                                     |                 | Lex Luger   | Lex Luger                                     | No-contest                                    |                                               |  |  |                                         |                                         |                                         |  |  |                                     |                                     |                                     |  |
|  |                                          |                                          |                                          |                 | Lex Luger   | Lex Luger                                     | No-contest                                    |                                               |  |  |                                         |                                         |                                         |  |  |                                     |                                     |                                     |  |
|  |                                          |                                          | Tatanka                                  | Tatanka         | No-contest  |                                               |                                               |                                               |  |  |                                         |                                         |                                         |  |  |                                     |                                     |                                     |  |
|  | Tatanka                                  | Tatanka                                  | Tatanka                                  | Tatanka         | No-contest  | Squalifica                                    |                                               |                                               |  |  |                                         |                                         |                                         |  |  |                                     |                                     |                                     |  |
|  | Tatanka                                  | Tatanka                                  |                                          |                 |             |                                               |                                               |                                               |  |  |                                         |                                         |                                         |  |  |                                     |                                     |                                     |  |
|  | Giant Gonzales                           | Giant Gonzales                           | 2:59                                     |                 |             |                                               |                                               |                                               |  |  |                                         |                                         |                                         |  |  |                                     |                                     |                                     |  |